# Пемба (Замбия)
Пемба — небольшой город (население около 4000) в районе Пемба Южной провинции Замбии. Он расположен на Великой Южной дороге, которая проходит между Лусакой и Ливингстоном. Основная этническая группа — тонга. Пемба был объявлен центром района в 2012 году президентом Замбии Майклом Сата. Здесь находятся многие учебные заведения, например, школа Пемба. Здесь также размещена Замбийская Национальная Вещательная Корпорация, телевизионный передатчик станции для Южной провинции.